# KB Pristina
Le KB Pristina est un club kosovar de basket-ball appartenant au Championnat du Kosovo de basket-ball, en première division et qui évolue aussi dans la Ligue des Balkans. Le club est basé dans la ville de Pristina.

## Historique
Crée en 1970, il participe au Championnat de Yougoslavie, jusqu'en 1991 au moment de la création du Championnat du Kosovo. En 2015, le club gagne son onzième titre national. Toujours en 2015 et pour la première fois de son histoire, le club participe à sa première coupe d'Europe (Coupe d'Europe FIBA 2015-2016).

## Sponsoring
- 1970-2002 : KB Prishtina
- 2002-2003 : MEB Prishtina
- 2003-2004 : BpB Prishtina
- 2004-2011 : Sigal Prishtina
- 2011-2012 : BC Prishtina
- 2012-2018 : Sigal Prishtina
- 2018-2019 : Z-Mobile Prishtina
- 2019- : Sigal Prishtina

## Palmarès
| Compétitions nationales | Compétitions internationales                        |
| - Championnat du Kosovo : - Champion (14) : 1992, 2002, 2003, 2006, 2007, 2008, 2009, 2010, 2011, 2014, 2015, 2016, 2017, 2019. - Vice-champion (6) : 1997, 2001, 2004, 2012, 2013, 2018. - Coupe du Kosovo : - Vainqueur (14) : 2002, 2003, 2005, 2006, 2007, 2008, 2009, 2010, 2013, 2014, 2016, 2017, 2018, 2019. - Finaliste (3) : 2011, 2015, 2018. - Supercoupe du Kosovo : - Vainqueur (6) : 2005, 2012, 2013, 2014, 2018, 2019. | - Ligue des Balkans : - Vainqueur (2) : 2015, 2016. |

## Joueurs et personnalités du club

### Entraîneurs
Le tableau suivant présente la liste des entraîneurs du club depuis 1999.
| Rang | Nom              | Période   |
| ---- | ---------------- | --------- |
| 1    | Ibrahim Karabegu | 1999-2000 |
| 2    | Bujar Shehu      | 2000-2001 |
| 3    | Čedomir Perinčić | 2001-2002 |
| 4    | Enver Sllamniku  | 2002-2003 |
| 5    | Josip Đerđa      | 2003-2004 |

| Rang | Nom              | Période   |
| ---- | ---------------- | --------- |
| 6    | Ekrem Memnun     | 2004-2005 |
| 7    | Arben Krasniqi   | 2005-2013 |
| 8    | Ahmet Kandemir   | 2013      |
| 9    | Ceyhun Cabadak   | 2013      |
| 10   | Marin Dokuzovski | 2014      |

| Rang | Nom                    | Période   |
| ---- | ---------------------- | --------- |
| 11   | Marjan Ilievski        | 2015      |
| 12   | Antonis Constantinides | 2015-2016 |
| 13   | Audrius Prakuraitis    | 2016-2017 |
| 14   | Ahmet Kandemir         | 2017      |
| 15   | Andin Rashica          | 2018      |

| Rang | Nom                  | Période   |
| ---- | -------------------- | --------- |
| 16   | Matthias Zollner     | 2018      |
| 17   | / Damir Mulaomerović | 2018-2019 |
| 18   | Bujar Loci           | 2019      |
| 19   | Teo Hojč             | 2020      |

### Joueurs emblématiques
- K'Zell Wesson
- Khalid El-Amin
- James Scott
- Abdul Shamsid-Deen
- Jamar Diggs
- Kyan Anderson
- - Jimmal Ball
- - Jason Washburn
- Gjorgji Čekovski
- Pero Blaževski
- Bojan Trajkovski
- - Khalid Boukichou
- Edin Bavčić
- Andrew Lawrence
- Thomas Massamba
- Andrejs Šeļakovs